# メトポン
メトポン(Metopon)または5-メチルジヒドロモルフォン(5-methyldihydromorphone)は、1929年に鎮痛剤として発明されたオピエートのアナログで、ヒドロモルフォンのメチル化誘導体である。
メトポンは、薬品として用いられることがある。ヒドロモルフォンよりも作用が長く続くが、強度が弱く、経口での生物学的利用能はかなり低い。一般的にメトポンは、モルヒネと比べて吐き気や呼吸障害になる可能性がかなり少ないものの、良く用いられる他のオピオイド系鎮痛剤と比べて利点はほとんどない。
カナダでは、1948年時点で、悪性痛のために経口のメトポンの塩酸塩の8 mgの錠剤のみが入手できた。Parke & Davis, Co.が製造し、医師と病院のみに販売され、薬局には販売されなかった。カナダで現在もメトポン錠剤が製造、販売されているか否かは分かっていない。
メトポンの錠剤、アンプル、坐薬は、特に慢性痛用の、患者が自ら用いる鎮痛剤として、スイス、オーストリア、ドイツ、そして大陸ヨーロッパのその他の国で手に入る。アメリカ合衆国では、1970年の規制物質法で、付表IIに掲載されており、研究用にのみ認められている。アメリカ合衆国でも1950年代までは、特に腫瘍に対する医薬品としての使用が見られた。現在、メトポンは、連邦官報による毎年の製造割当を受けておらず、大規模な研究は、ドイツ、スイス、オーストリアで行われている。

## 合成

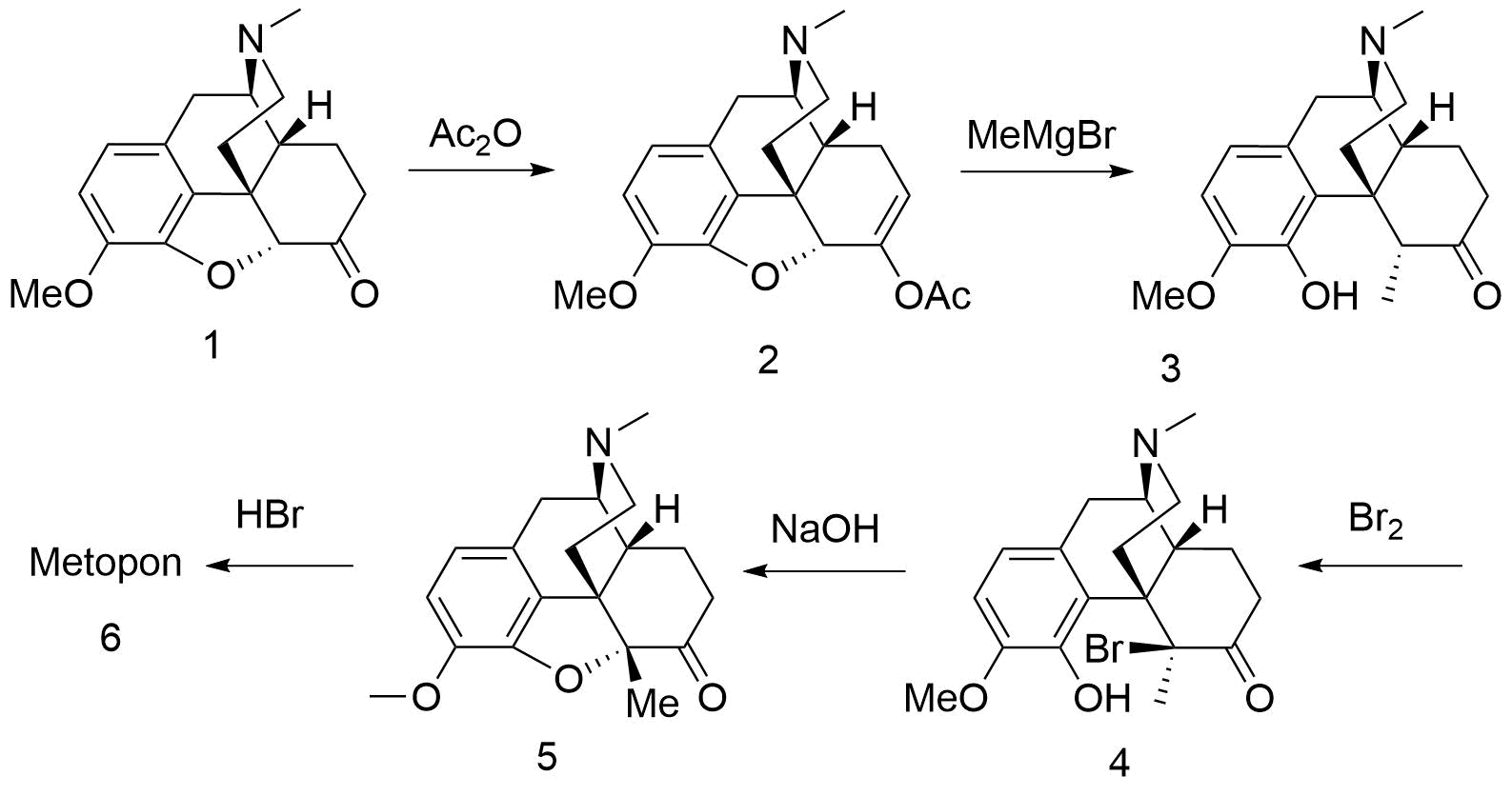
メトポンの合成: